# Serie A 1956-1957 (rugby a 15)
La serie A 1956-57 fu il 27º campionato nazionale italiano di rugby a 15 di prima divisione.
Si tenne dal 21 ottobre 1956 al 29 giugno 1957 tra 29 squadre in due fasi: una prima su quattro gironi (tre gironi, quelli settentrionali e centro-settentrionali, di 7 squadre ciascuno, quello centro-meridionale da 8) e una seconda a due gironi sostitutivi della semifinale, le prime classificate di ciascuno dei quali disputarono la finale in gara di andata e ritorno.
Tale edizione vide l'esordio in serie A di numerose compagini: il Venezia, il Parabiago, il Frascati e soprattutto le Fiamme Oro, gruppo sportivo dell'allora Pubblica Sicurezza, di stanza a Padova, che nei successivi anni si impose sulla scena rugbistica nazionale con 4 titoli consecutivi, prima di fare capo a Milano e, attualmente, a Roma.
Lo scudetto fu vinto dal Parma, che così si aggiudicò il suo terzo titolo nazionale, sconfiggendo con un complessivo 20-3 il CUS Torino nella doppia finale (3-3 a Torino e 17-0 a Parma).

## Formula del torneo
La modalità di svolgimento del torneo fu la seguente:
- Quattro gironi, le prime due classificate di ciascuno dei quali si qualificarono alle semifinali e l'ultima classificata retrocesse in serie B;
- Due gironi di semifinale composti da quattro squadre ciascuno secondo la seguente composizione:
  - Girone A di semifinale: prima classificata del girone A e C, seconda classificata del girone B e D;
  - Girone B di semifinale: prima classificata del girone B e D, seconda classificata del girone A e C.
- Finale in gara di andata e ritorno, da disputarsi tra le due squadre vincenti del rispettivo girone di semifinale.

## Squadre partecipanti

### Girone A
- Brescia
- Fiamme Oro (Padova)
- Petrarca
- Rovigo
- Trieste
- Udine
- Venezia (sponsorizzata Pelv)

### Girone B
- Alessandria
- CUS Torino
- Monza (sponsorizzata CIF Petroli)
- Novara
- Parabiago
- Rho
- Treviso (sponsorizzata Faema)

### Girone C
- Amatori Milano
- Bologna
- CUS Firenze
- CUS Parma
- CUS Modena
- Rugby Milano
- Parma

### Girone D
- L’Aquila
- CUS Roma
- Frascati
- S.S. Lazio
- Partenope (Napoli)
- A.S. Roma
- Rugby Roma
- San Gabriele (Isola del Gran Sasso)

## Prima fase

### Girone A
|      | 1ª/8ª giornata     |      |
| ---- | ------------------ | ---- |
| 0-0  | Brescia - Venezia  | 8-8  |
| 3-30 | Udine - Fiamme Oro | 0-43 |
| 39-0 | Petrarca - Trieste | 0-6  |
|      |                    |      |

|      | 4ª/11ª giornata     |      |
| ---- | ------------------- | ---- |
| 35-0 | Brescia - Udine     | 19-9 |
| 0-14 | Venezia - Petrarca  | 0-17 |
| 0-6  | Fiamme Oro - Rovigo | 0-3  |
|      |                     |      |

|      | 7ª/14ª giornata    |      |
| ---- | ------------------ | ---- |
| 3-3  | Brescia - Petrarca | 0-17 |
| 52-0 | Rovigo - Udine     | 11-0 |
| 0-6  | Venezia - Trieste  | 9-6  |

|      | 2ª/9ª giornata       |      |
| ---- | -------------------- | ---- |
| 3-0  | Rovigo - Brescia     | 3-6  |
| 6-39 | Udine - Petrarca     | 0-39 |
| 24-3 | Fiamme Oro - Trieste | 22-0 |
|      |                      |      |

|      | 5ª/12ª giornata       |      |
| ---- | --------------------- | ---- |
| 43-0 | Rovigo - Trieste      | 11-3 |
| 3-14 | Udine - Venezia       | 0-24 |
| 6-12 | Fiamme Oro - Petrarca | 0-3  |

|     | 3ª/10ª giornata      |      |
| --- | -------------------- | ---- |
| 6-3 | Trieste - Udine      | 0-0  |
| 0-0 | Venezia - Rovigo     | 0-18 |
| 6-6 | Fiamme Oro - Brescia | 5-5  |
|     |                      |      |

|     | 6ª/13ª giornata      |     |
| --- | -------------------- | --- |
| 3-3 | Petrarca - Rovigo    | 3-3 |
| 3-6 | Trieste - Brescia    | 0-6 |
| 0-8 | Venezia - Fiamme Oro | 0-3 |

#### Classifica girone A
|               |    | Squadra    | G  | V | N | P  | PF  | PS  | Pt |
| ------------- | -- | ---------- | -- | - | - | -- | --- | --- | -- |
|               | 1. | Petrarca   | 12 | 8 | 3 | 1  | 189 | 27  | 19 |
|               | 2. | Rovigo     | 12 | 8 | 3 | 1  | 156 | 15  | 19 |
|               | 3. | Brescia    | 12 | 5 | 5 | 2  | 94  | 57  | 15 |
|               | 4. | Fiamme Oro | 12 | 6 | 2 | 4  | 144 | 41  | 14 |
|               | 5. | Venezia    | 12 | 4 | 3 | 5  | 70  | 83  | 11 |
|               | 6. | Trieste    | 12 | 2 | 1 | 9  | 33  | 178 | 5  |
| Retrocessione | 7. | Udine      | 12 | 0 | 1 | 11 | 24  | 309 | 1  |

### Girone B
|      | 1ª/8ª giornata     |      |
| ---- | ------------------ | ---- |
| 0-0  | Rho - Alessandria  | 0-0  |
| 21-5 | CUS Torino - Monza | 10-3 |
| 6-0  | Novara - Parabiago | 3-9  |
|      |                    |      |

|      | 4ª/11ª giornata     |      |
| ---- | ------------------- | ---- |
| 9-0  | Rho - Parabiago     | 0-14 |
| 0-8  | Novara - CUS Torino | 3-31 |
| 11-3 | Treviso - Monza     | 0-0  |
|      |                     |      |

|      | 7ª/14ª giornata         |     |
| ---- | ----------------------- | --- |
| 11-3 | Treviso - Rho           | 0-3 |
| 0-6  | Parabiago - Alessandria | 0-6 |
| 0-3  | Novara - Monza          | 0-8 |

|      | 2ª/9ª giornata       |     |
| ---- | -------------------- | --- |
| 6-9  | Alessandria - Novara | 6-3 |
| 9-9  | Treviso - CUS Torino | 9-9 |
| 12-0 | Monza - Rho          | 9-9 |
|      |                      |     |

|      | 5ª/12ª giornata       |      |
| ---- | --------------------- | ---- |
| 0-19 | Alessandria - Treviso | 3-12 |
| 3-14 | Rho - CUS Torino      | 0-6  |
| 6-3  | Parabiago - Monza     | 12-6 |

|      | 3ª/10ª giornata          |      |
| ---- | ------------------------ | ---- |
| 0-0  | Rho - Novara             | 0-6  |
| 24-6 | CUS Torino - Alessandria | 21-3 |
| 3-12 | Parabiago - Treviso      | 0-26 |
|      |                          |      |

|      | 6ª/13ª giornata        |      |
| ---- | ---------------------- | ---- |
| 27-0 | CUS Torino - Parabiago | 25-3 |
| 3-3  | Monza - Alessandria    | 9-9  |
| 33-3 | Treviso - Novara       | 26-6 |

#### Classifica girone B
|               |    | Squadra     | G  | V  | N | P | PF  | PS  | Pt |
| ------------- | -- | ----------- | -- | -- | - | - | --- | --- | -- |
|               | 1. | CUS Torino  | 12 | 10 | 2 | 0 | 205 | 44  | 22 |
|               | 2. | Treviso     | 12 | 8  | 3 | 1 | 168 | 42  | 19 |
|               | 3. | Alessandria | 12 | 3  | 4 | 5 | 48  | 100 | 10 |
|               | 4. | Monza       | 12 | 3  | 4 | 5 | 64  | 81  | 10 |
|               | 5. | Rho         | 12 | 2  | 4 | 6 | 27  | 72  | 8  |
|               | 6. | Parabiago   | 12 | 4  | 0 | 8 | 47  | 129 | 8  |
| Retrocessione | 7. | Novara      | 12 | 3  | 1 | 8 | 39  | 130 | 7  |

### Girone C
|      | 1ª/8ª giornata              |      |
| ---- | --------------------------- | ---- |
| 0-3  | Bologna - Milano            | 0-12 |
| 43-3 | Amatori Milano - CUS Modena | 12-3 |
| 8-0  | CUS Firenze - CUS Parma     | 6-3  |
|      |                             |      |

|      | 4ª/11ª giornata        |      |
| ---- | ---------------------- | ---- |
| 6-3  | Parma - Amatori Milano | 0-0  |
| 41-0 | Milano - CUS Parma     | 16-0 |
| 3-0  | CUS Firenze - Bologna  | 0-0  |
|      |                        |      |

|      | 7ª/14ª giornata              |      |
| ---- | ---------------------------- | ---- |
| 0-61 | CUS Parma - Parma            | 3-28 |
| 27-0 | Amatori Milano - CUS Firenze | 3-0  |
| 3-3  | CUS Modena - Bologna         | 0-0  |

|      | 2ª/9ª giornata             |      |
| ---- | -------------------------- | ---- |
| 3-30 | CUS Parma - Amatori Milano | 0-15 |
| 16-3 | Milano - CUS Firenze       | 3-3  |
| 3-9  | CUS Modena - Parma         | 3-37 |
|      |                            |      |

|      | 5ª/12ª giornata          |      |
| ---- | ------------------------ | ---- |
| 6-8  | Parma - Milano           | 13-0 |
| 5-9  | CUS Modena - CUS Parma   | 3-0  |
| 30-9 | Amatori Milano - Bologna | 23-0 |

|      | 3ª/10ª giornata          |      |
| ---- | ------------------------ | ---- |
| 11-0 | CUS Firenze - CUS Modena | 9-0  |
| 6-11 | Amatori Milano - Milano  | 0-3  |
| 0-30 | Bologna - Parma          | 0-18 |
|      |                          |      |

|      | 6ª/13ª giornata     |      |
| ---- | ------------------- | ---- |
| 6-13 | CUS Firenze - Parma | 0-22 |
| 38-0 | Milano - CUS Modena | 11-3 |
| 3-0  | Bologna - CUS Parma | 0-12 |

#### Classifica girone C
|               |    | Squadra        | G  | V  | N | P  | PF  | PS  | Pt |
| ------------- | -- | -------------- | -- | -- | - | -- | --- | --- | -- |
|               | 1. | Parma          | 12 | 10 | 1 | 1  | 243 | 26  | 21 |
|               | 2. | Rugby Milano   | 12 | 10 | 1 | 1  | 162 | 34  | 21 |
|               | 3. | Amatori Milano | 12 | 8  | 1 | 3  | 192 | 38  | 17 |
|               | 4. | CUS Firenze    | 12 | 5  | 2 | 5  | 49  | 87  | 12 |
|               | 5. | Bologna        | 12 | 1  | 3 | 8  | 15  | 134 | 5  |
|               | 6. | CUS Parma      | 12 | 1  | 2 | 9  | 30  | 216 | 4  |
| Retrocessione | 7. | CUS Modena     | 12 | 2  | 0 | 10 | 26  | 182 | 4  |

### Girone D
|      | 1ª/8ª giornata          |      |
| ---- | ----------------------- | ---- |
| 0-6  | Frascati - Lazio        | 0-5  |
| 3-3  | Rugby Roma - Partenope  | 8-3  |
| 5-0  | San Gabriele - L'Aquila | 6-14 |
| 60-3 | A.S. Roma - CUS Roma    | 16-3 |
|      |                         |      |

|      | 4ª/11ª giornata          |      |
| ---- | ------------------------ | ---- |
| 6-19 | Rugby Roma - L'Aquila    | 0-3  |
| 9-3  | Partenope - San Gabriele | 0-5  |
| 3-6  | CUS Roma - Frascati      | 0-19 |
| 0-3  | Lazio - Rugby Roma       | 3-0  |
|      |                          |      |

|      | 7ª/14ª giornata          |      |
| ---- | ------------------------ | ---- |
| 14-0 | L'Aquila - CUS Roma      | 11-5 |
| 3-9  | Lazio - Rugby Roma       | 6-3  |
| 0-16 | San Gabriele - A.S. Roma | 3-9  |
| 3-3  | Frascati - Partenope     | 3-6  |

|      | 2ª/9ª giornata            |     |
| ---- | ------------------------- | --- |
| 26-3 | A.S. Roma - Frascati      | 6-6 |
| 0-8  | CUS Roma - Partenope      | 3-6 |
| 6-0  | San Gabriele - Rugby Roma | 6-3 |
| 0-3  | L'Aquila - Lazio          | 5-8 |
|      |                           |     |

|      | 5ª/12ª giornata         |     |
| ---- | ----------------------- | --- |
| 3-0  | L'Aquila - A.S. Roma    | 3-3 |
| 35-0 | San Gabriele - CUS Roma | 3-0 |
| 8-3  | Frascati - Rugby Roma   | 8-3 |
| 3-0  | Lazio - Partenope       | 9-3 |

|      | 3ª/10ª giornata       |      |
| ---- | --------------------- | ---- |
| 6-6  | Partenope - A.S. Roma | 6-13 |
| 5-0  | Frascati - L'Aquila   | 3-6  |
| 3-3  | Lazio - San Gabriele  | 3-0  |
| 26-5 | Rugby Roma - CUS Roma | 11-0 |
|      |                       |      |

|      | 6ª/13ª giornata         |     |
| ---- | ----------------------- | --- |
| 8-8  | Partenope - L'Aquila    | 6-6 |
| 3-3  | San Gabriele - Frascati | 6-6 |
| 19-3 | A.S. Roma - Rugby Roma  | 3-0 |
| 0-12 | CUS Roma - Lazio        | 8-6 |

#### Classifica girone D
|               |    | Squadra      | G  | V  | N | P  | PF  | PS  | Pt |
| ------------- | -- | ------------ | -- | -- | - | -- | --- | --- | -- |
|               | 1. | A.S. Roma    | 14 | 9  | 3 | 2  | 180 | 42  | 21 |
|               | 2. | S.S. Lazio   | 14 | 10 | 1 | 3  | 70  | 34  | 21 |
|               | 3. | L’Aquila     | 14 | 7  | 3 | 4  | 90  | 58  | 17 |
|               | 4. | San Gabriele | 14 | 6  | 3 | 5  | 79  | 66  | 15 |
|               | 5. | Frascati     | 14 | 5  | 4 | 5  | 73  | 76  | 14 |
|               | 6. | Partenope    | 14 | 4  | 5 | 5  | 67  | 73  | 13 |
|               | 7. | Rugby Roma   | 14 | 4  | 1 | 9  | 78  | 90  | 9  |
| Retrocessione | 8. | CUS Roma     | 14 | 1  | 0 | 13 | 30  | 228 | 2  |

## Semifinali
|      | Girone A           |      |
| ---- | ------------------ | ---- |
| 8-3  | Treviso - Petrarca | 0-6  |
| 12-0 | Parma - Lazio      | 15-3 |
| 6-3  | Treviso - Lazio    | 8-3  |
| 6-3  | Petrarca - Parma   | 8-11 |
| 0-11 | Lazio - Petrarca   | 0-20 |
| 18-6 | Parma - Treviso    | 3-15 |

|     | Girone B               |      |
| --- | ---------------------- | ---- |
| 6-6 | A.S. Roma - Rovigo     | 8-12 |
| 8-5 | Milano - CUS Torino    | 3-6  |
| 0-6 | A.S. Roma - CUS Torino | 3-8  |
| 8-3 | Rovigo - Milano        | 8-6  |
| 3-0 | CUS Torino - Rovigo    | 23-6 |
| 6-3 | Milano - A.S. Roma     | 6-3  |

### Spareggi girone A di semifinale
| Milano | Petrarca | 3 – 3 | Parma |  |

| Venezia | Petrarca | 6 – 3 | Treviso |  |

| Milano | Parma | 27 – 0 | Treviso |  |

### Classifica girone A di semifinale
|  |    | Squadra    | G | V | N | P | PF | PS | Pt |
|  | -- | ---------- | - | - | - | - | -- | -- | -- |
|  | 1. | Parma      | 6 | 4 | 0 | 2 | 62 | 38 | 8  |
|  | 2. | Petrarca   | 6 | 4 | 0 | 2 | 54 | 22 | 8  |
|  | 3. | Treviso    | 6 | 4 | 0 | 2 | 43 | 36 | 8  |
|  | 4. | S.S. Lazio | 6 | 0 | 0 | 6 | 9  | 72 | 0  |

### Classifica girone B di semifinale
|  |    | Squadra      | G | V | N | P | PF | PS | Pt |
|  | -- | ------------ | - | - | - | - | -- | -- | -- |
|  | 1. | CUS Torino   | 6 | 5 | 0 | 1 | 51 | 20 | 10 |
|  | 2. | Rovigo       | 6 | 3 | 1 | 2 | 40 | 49 | 7  |
|  | 3. | Rugby Milano | 6 | 3 | 0 | 3 | 32 | 33 | 6  |
|  | 4. | A.S. Roma    | 6 | 0 | 1 | 5 | 23 | 44 | 1  |

## Finale
| Arbitro: | Pozzi (Milano) |

|                  |    |              |
| 73’ Bernardini I | mt | 23’ Bordi II |

| Parma 29 giugno 1957, ore 17 TMEC | Parma | 17 – 0 | CUS Torino | Stadio Ennio Tardini |

## Verdetti
- Parma: campione d'Italia
- Udine, Novara, CUS Modena, CUS Roma: retrocesse in serie B